# Nanomantis
Nanomantis es un género de mantis  (insectos del orden Mantodea) que cuenta con las siguientes especies. Es originario de Asia.

## Especies
- Nanomantis australis
- Nanomantis gilolae
- Nanomantis lactea
- Nanomantis yunnanensis